# أندريا ميلوتينوفيتش
أندريا ميلوتينوفيتش (بالصربية: Андреја Милутиновић) مواليد 6 أغسطس 1990 في كراغوييفاتس، جمهورية صربيا الاشتراكية، هو لاعب كرة سلة صربي. بدأ مسيرته الاحترافية في سنة 2008. يلعب في الدوري اليوناني لكرة السلة. يحمل الرقم 3. يبلغ طوله 6 قدم 6 بوصة (2.0 م).

## المسيرة الاحترافية
لعب مع نادي إف إم بي لكرة السلة من سنة 2008 إلى 2011، ثم لعب مع نادي ريد ستار لكرة السلة من سنة 2011 إلى 2013، ثم لعب مع نادي بارتيزان لكرة السلة من سنة 2014 إلى 2016.

## روابط خارجية
- أندريا ميلوتينوفيتش على موقع سبورتس رفرنس (الإنجليزية)
- أندريا ميلوتينوفيتش على موقع كرة السلة الأوروبية.كوم (الإنجليزية)
- أندريا ميلوتينوفيتش على موقع ريلجم (الإنجليزية)
- أندريا ميلوتينوفيتش على موقع بروبوليرز (الإنجليزية)
- أندريا ميلوتينوفيتش على موقع سبورتس رفرنس (الإنجليزية)